# Geissorhiza delicatula
Geissorhiza delicatula är en irisväxtart som beskrevs av Peter Goldblatt. Geissorhiza delicatula ingår i släktet Geissorhiza och familjen irisväxter. Inga underarter finns listade i Catalogue of Life.